# Tumi Sighvatsson eldri
Tumi Sighvatsson eldri (1198-1222) fue un caudillo medieval de Islandia que tuvo un papel relevante durante la guerra civil islandesa, episodio histórico conocido como Sturlungaöld. Hijo mayor de Sighvatur Sturluson y Halldóra Tumadóttir, y por lo tanto hermano de Tumi Sighvatsson yngri quien recibió su nombre tras su muerte, ya que fue asesinado antes de que él naciera.
Sighvatur se mudó a Sauðafell í Dölum, Eyjafjörður, tras lo cual otro hijo Sturla Sighvatsson se vio reforzado por otros caudillos locales, Tumi quiso confiar en él pero su padre no dio su aprobación. En 1221 Tumi se dirigió a Hólar y expulsó al obispo Guðmundur Arason de Málmey, Skagafjörður, pero Eyjólfur Kársson y Aron Hjörleifsson atacaron a principios del año siguiente, rescataron al obispo y mataron a Tumi.